# Імаґава Йосімото
Імаґава Йосімото (яп. 今川義元, 1519 — 12 червня 1560) — самурайський полководець середньовічної Японії періоду Сенґоку. Володар провінцій Суруґа, Тотомі та Мікава (суч. префектури Сідзуока і Айті). 9-й голова роду Імаґава. За свої успішні завойовницькі війни та вдале управління землями отримав прізвисько «перший лучник в Токайдо» (海道一の弓取).

## Міжусобиці
Йосімото народився в родині Імаґава, коли нею керував 8-й голова роду, його старший єдиноутробний брат Удзітеру. Поділяючи долю багатьох самурайських синів, які народилися другими чи третіми у сім'ї, 4-літній Йосімото був направлений у монастир дзенівської секти Ріндзай. Разом із наставником Охарою Юсаєм, він мусив би вивчати Закон Будди до кінця свого життя. Проте у 1536 році раптово помер старший брат Удзітеру. Між Йосімото й іншим звідним братом, який також прийняв постриг, спалахнула війна за спадщину роду Імаґава. За допомоги наставника, Йосімото вдалося перемогти опонента і захопити владу. Повернувшись у світ, він став 9-м головою роду Імаґава.
Невдовзі після завершення боротьби за спадщину, Йосімото одружився з донькою Такеди Нобутори, сусіднього даймьо з північної провінції Кай (суч. префектура Яманасі), і уклав з ним союз. Це поклало початок війні з родом Ґо-Ходзьо, володарем східних провінцій Ідзу і Саґамі (суч. префектура Канаґава), які здавна були союзниками Імаґави і ворогували з Такедою. На початку Ходзьо були успішними у веденні війни, але коли Йосімото об'єднав сили з їхніми північно-східними ворогами, ситуація миттєво змінилась. У 1545 році Імаґаві вдалося відвоювати захоплені противником землі, і встановити кордон по річці Кісеґава.

## Пік слави
На заході земель Йосімото знаходилися володіння роду Мацудайра, який потерпав від частих нападів роду Ода на чолі з Одою Нобухіде. Мацудайра попросили протекторату в Йосімото і вислали заручником до його резиденції (замок Сунпу) спадкоємця свого роду — малолітнього Мацудайра Такетійо (пізніше знаного як Токуґава Іеясу). Однак передача заручника зірвалася через зраду роду Тода, васалів Мацудайри, які відіслали Такетійо до Оди Нобухіде. Йосімото негайно зреагував і знищив зрадників у їх фортеці Тахара.
Голова роду Мацудайра помер у 1549. Новий голова, Такетійо, перебував заручником у Ода. Аби повернути його і не втратити контроль над провінцією Мікава, Йосімото штурмував прикордонний ворожий замок Ан, в якому захопив живцем одного з синів Оди Нобухіде. Імаґава обміняв його на Такетійо. Бажаючи остаточно закріпити за собою провінцію Мікава, Йосімото приєднав молодого голову роду Мацудайра до своїх безпосередніх васалів та дарував йому ім'я Мотоясу (надавши один ієрогліф «мото» (元) з власного імені). Відтепер три провінції регіону Токайдо — Суруґа, Тотомі та Мікава — були під повною владою роду Імаґава.
У 1554 році Йосімото уклав мир із родами Такеда і Ґо-Ходзьо. Утворився так званий «союз трьох країн», який гарантував Імаґава безпеку на сході і півночі. Відтепер уся увага була прикута до західної провінції Оварі (суч. префектура Айті), де після смерті Оди Нобухіде розпочался міжусобиці. Імаґаві вдалося захопити південно-західні володіння роду Ода.
У 1558 році Йосімото передав часткові повноваження голови роду сину Удзідзане, продовжуючи тримати реальну владу у своїх руках.

## Загибель
У 1560 році Імаґава зібрав чисельне 25-тисячне військо і вдерся у провінцію Оварі, яка нещодавно здобула одноосібного володаря — Ода Нобунаґу. Сили Імаґави узяли замок Одака та ряд прикордонних фортів і розташувалися на відпочинок у місцевості Окехадзама. Тут їх застали зненацька вояки Оди, які під прикриттям дощу врізалися
у противника. Битва закінчилася поразкою військ Імаґави, під час якої Йосімото загинув. Його голову здобули двоє гвардійців Оди Нобунаґи. Згодом її було передано переможеним за умови здачі захоплених замку Одака і фортів.
Смерть Йосімото спричинила визволення роду Мацудайра з-під імаґавського протекторату. Надалі рід Імаґава був знищений силами Токуґави Іеясу і Такеди Сінґена.